# Лулуа
Лулуа (фр. Lulua) — провинция Демократической Республики Конго.

## География
До конституционной реформы 2005 года Лулуа была частью бывшей провинции Западное Касаи. Административный центр — Кананга. Провинция расположена к юго-западу от реки Лулуа.
Население провинции — 2 976 806 человек (2005).

## Административное деление

### Город
- Кананга

### Территории
- Демба[англ.]
- Дибайа[англ.]
- Димбеленге
- Казумба[англ.]
- Луиза